# Охматівський (заказник)
Охма́тівський — гідрологічний заказник місцевого значення в Жашківському районі Черкаської області.

## Опис
Заказник площею 130 га розташовано на болоті в заплаві р. Бурти біля c. Охматів.
Як об'єкт природно-заповідного фонду створено рішенням Черкаського облвиконкому від 28.11.1979 р. № 597. Землекористувач або землевласник, у віданні якого знаходиться заповідний об'єкт — ТОВ мисливців та рибалок «Жашківське».
Основною метою створення заказника є регуляція гідрологічного режиму річки Бурти.